# Prometheus: Symphonia Ignis Divinus
Prometheus: Symphonia Ignis Divinus – drugi album studyjny włoskiego zespołu power-metalowego Luca Turilli’s Rhapsody, wydany 19 czerwca 2015 roku przez Nuclear Blast.

## Lista utworów
1. "Nova Genesis (Ad Splendorem Angeli Triumphantis)" - 3:08
2. "Il Cigno Nero" - 4:08
3. "Rosenkreuz (The Rose and the Cross)" - 4:34
4. "Anahata" - 5:03
5. "Il Tempo Degli Dei" - 5:03
6. "One Ring to Rule Them All" - 7:05
7. "Notturno" - 4:34
8. "Prometheus" - 5:06
9. "King Solomon and the 72 Names of God" - 6:51
10. "Yggdrasil" - 6:00
11. "Of Michael the Archangel and Lucifer's Fall Part II: Codex Nemesis"
  1. I. "Codex Nemesis Alpha Omega"
  2. II. "Symphonia Ignis Divinus (The Quantum Gate Revealed)"
  3. III. "The Astral Convergence"
  4. IV. "The Divine Fire of the Archangel"
  5. V. "Of Psyche and Archetypes (System Overloaded)" - 18:04
12. "Thundersteel" (Cinematic Version) - 4:32 (cover Riot V, utwór bonusowy)